# Omladinski Fudbalski Klub Petrovac 2008-2009
Questa voce raccoglie le informazioni riguardanti l'Omladinski Fudbalski Klub Petrovac nelle competizioni ufficiali della stagione 2008-2009.

## Rosa
| N. |                       | Ruolo | Calciatore          |
| -- | --------------------- | ----- | ------------------- |
|    | Montenegro (bandiera) | P     | Dejan Mustur        |
|    | Montenegro (bandiera) | P     | Pavle Velimirović   |
|    | Montenegro (bandiera) | P     | Aleksandar Braić    |
|    | Montenegro (bandiera) | D     | Aleksandar Mikijelj |
|    | Montenegro (bandiera) | D     | Miloš Lakić         |
|    | Croazia (bandiera)    | D     | Siniša Graovac      |
|    | Montenegro (bandiera) | D     | Milivoje Novović    |
|    | Montenegro (bandiera) | C     | Srđan Lopičić       |
|    | Montenegro (bandiera) | D     | Marko Radulović     |
|    | Serbia (bandiera)     | C     | Goran Marinković    |
|    | Serbia (bandiera)     | A     | Saša Mitić          |

| N. |                                 | Ruolo | Calciatore         |
| -- | ------------------------------- | ----- | ------------------ |
|    | Montenegro (bandiera)           | A     | Božo Milić         |
|    | Montenegro (bandiera)           | D     | Đorđe Vučković     |
|    | Montenegro (bandiera)           | C     | Mehmed Divanović   |
|    | Montenegro (bandiera)           | C     | Marko Raičević     |
|    | Bosnia ed Erzegovina (bandiera) | C     | Boban Obradović    |
|    | Serbia (bandiera)               | C     | Aleksandar Barać   |
|    | Montenegro (bandiera)           | A     | Marko Lukateli     |
|    | Montenegro (bandiera)           | A     | Zdravko Dragićević |
|    | Montenegro (bandiera)           | A     | Luka Rotković      |
|    | Montenegro (bandiera)           | A     | Zoran Đurašković   |